# Mackenzie Blackwood
Pour les articles homonymes, voir Blackwood.
Mackenzie Blackwood (né le 9 décembre 1996 à Thunder Bay en Ontario au Canada) est un joueur professionnel canadien de hockey sur glace. Il évolue à la position de gardien de but.

## Biographie

### Jeunesse et carrière junior
Né à Thunder Bay dans l'ouest de l'Ontario, Blackwood commence son hockey junior comme patineur avant de se réorienter vers la position de gardien de but à l'âge de 12 ans. Il joue encore dans cette région lorsqu'il est sélectionné par les Colts de Barrie au 96e rang lors du repêchage de la LHO. Après une saison dans la GOJHL, il fait ses débuts avec les Colts en 2013 et est nommé sur la première équipe d'étoile chez les recrues à la fin de la saison. Après une seconde saison avec l'équipe, la centrale de recrutement de la LNH le classe comme meilleur espoir chez les gardiens de but nord-américains en vue du repêchage à venir. Lors de la combine annuelle de la ligue, ses tests physiques impressionnent plusieurs alors que ses entrevues sont moins bien reçues. Bien qu'il soit perçu par certains comme un potentiel choix de premier tour, il est finalement sélectionné au 42e rang par les Devils du New Jersey.
Blackwood retourne avec Barrie la saison suivante. Le 4 décembre 2015, il est expulsé d'un match contre les Wolves de Sudbury après avoir cinglé l’attaquant Danny Desrochers. Cette action lui vaudra huit matchs de suspension. Néanmoins, la saison reste un succès pour Blackwood qui remporte le prix du gardien de la saison de la LHO et est nommé sur la première équipe d'étoile.

### Carrière professionnelle
Blackwood signe son premier contrat professionnel, un contrat d'entrée d'une durée de trois ans, le 30 décembre 2015. Il fait ses débuts avec le club-école de l'équipe, les Devils d'Albany, l'année suivante. L'équipe déménage à Binghamton l'année suivante pour prendre le nom de Devils de Binghamton. C'est avec cette équipe que Blackwood joue la majorité de la saison. Il est tout de moins rappelé pour la première fois par les Devils du New Jersey durant cette campagne, mais ne participe pas à une rencontre. Il joue également cinq matchs avec les Thunder de l'Adirondack de l'ECHL. Il obtient ses premiers départs dans la LNH la saison suivante à la suite d'une blessure de Cory Schneider. Son poste avec le grand club est confirmé lorsque l'équipe échange Keith Kinkaid à la date limite des transactions, mais c'est durant les années suivantes que Blackwood s'établit comme l'un des meilleurs jeune gardiens de la ligue. Dès sa deuxième année dans la ligue, il est le gardien numéro un des Devils, ce qui lui permet de signer un contrat de trois ans, d'une valeur totale de 8 400 000$, le 23 décembre 2020.
Le 9 décembre 2024, il est échangé à l'Avalanche du Colorado avec Givani Smith et un choix de cinquième tour en 2027 en retour d'Aleksandr Gueorguiev, Nikolaï Kovalenko, un choix de deuxième tour au repêchage d'entrée dans la LNH 2026, et un choix conditionnel de cinquième tour au repêchage d'entrée 2025.

## En équipe nationale
Blackwood représente le Canada au niveau international. Lors du championnat du monde junior de 2016, il est sélectionné pour représenter son pays natal. Cependant, dû à une suspension pour cinglage reçu dans la LHO, la formation nationale décide de ne pas faire jouer Blackwood pour les deux premiers matchs de l'équipe. En 2019, il est appelé pour faire ses débuts séniors lors du championnat du monde, ce qui le prends par surprise. Il participe à une rencontre alors qu'il remplace Carter Hart pendant neuf minutes dans une victoire de 5-0 contre le Danemark et remporte une médaille d'argent avec l'équipe.

## Statistiques
| Saison    | Équipe                       | Ligue   |    | Saison régulière | Saison régulière | Saison régulière | Saison régulière | Saison régulière | Saison régulière | Saison régulière | Saison régulière | Saison régulière | Saison régulière |   | Séries éliminatoires | Séries éliminatoires | Séries éliminatoires | Séries éliminatoires | Séries éliminatoires | Séries éliminatoires | Séries éliminatoires | Séries éliminatoires | Séries éliminatoires |
| Saison    | Équipe                       | Ligue   | PJ | V                | D                | Pr/N             | Min              | BC               | Moy              | % Arr            | Bl               | Pun              | PJ               | V | D                    | Min                  | BC                   | Moy                  | % Arr                | Bl                   | Pun                  |                      |                      |
| 2011-2012 | Kings de Thunder Bay U16 AAA | U16 AAA | 38 | 15               | 13               | 2                |                  |                  | 3,08             |                  | 1                |                  | -                | - | -                    | -                    | -                    | -                    | -                    | -                    | -                    |                      |                      |
| 2012-2013 | Sugar Kings d'Elmira         | GOJHL   | 24 | 10               | 8                | 2                | 1 309            | 74               | 3,39             | 91,1             | 0                | 0                | -                | - | -                    | -                    | -                    | -                    | -                    | -                    | -                    |                      |                      |
| 2013-2014 | Colts de Barrie              | LHO     | 45 | 23               | 15               | 2                | 2 497            | 124              | 2,98             | 90,2             | 1                | 2                | 10               | 5 | 4                    | 552                  | 24                   | 2,61                 | 90,4                 | 1                    | 0                    |                      |                      |
| 2014-2015 | Colts de Barrie              | LHO     | 51 | 33               | 14               | 2                | 2 953            | 152              | 3,09             | 90,6             | 2                | 8                | 9                | 5 | 4                    | 562                  | 27                   | 2,88                 | 92,2                 | 0                    | 0                    |                      |                      |
| 2015-2016 | Colts de Barrie              | LHO     | 43 | 28               | 13               | 0                | 2 452            | 111              | 2,72             | 92,1             | 3                | 9                | 13               | 6 | 5                    | 796                  | 36                   | 2,71                 | 91,5                 | 1                    | 0                    |                      |                      |
| 2016-2017 | Devils d'Albany              | LAH     | 36 | 17               | 14               | 7                | 2 048            | 87               | 2,55             | 90,7             | 3                | 0                | 4                | 1 | 3                    | 254                  | 9                    | 2,13                 | 92,8                 | 1                    | 0                    |                      |                      |
| 2017-2018 | Devils de Binghamton         | LAH     | 32 | 7                | 17               | 7                | 1 810            | 103              | 2                | 88,2             | 2                | 2                | -                | - | -                    | -                    | -                    | -                    | -                    | -                    | -                    |                      |                      |
| 2017-2018 | Thunder de l'Adirondack      | ECHL    | 5  | 2                | 1                | 1                | 242              | 10               | 2,48             | 92,0             | 0                | 0                | 5                |   |                      |                      |                      | 1,00                 | 96,4                 |                      | 0                    |                      |                      |
| 2018-2019 | Devils du New Jersey         | LNH     | 23 | 10               | 10               | 0                | 1 264            | 55               | 2,61             | 91,8             | 2                | 0                | -                | - | -                    | -                    | -                    | -                    | -                    | -                    | -                    |                      |                      |
| 2018-2019 | Devils de Binghamton         | LAH     | 20 | 8                | 10               | 1                | 1 139            | 56               | 2,95             | 90,2             | 1                | 2                | -                | - | -                    | -                    | -                    | -                    | -                    | -                    | -                    |                      |                      |
| 2019-2020 | Devils du New Jersey         | LNH     | 47 | 22               | 14               | 8                | 2 684            | 124              | 2,77             | 91,5             | 3                | 0                | -                | - | -                    | -                    | -                    | -                    | -                    | -                    | -                    |                      |                      |
| 2020-2021 | Devils du New Jersey         | LNH     | 35 | 14               | 17               | 4                | 2 091            | 106              | 3,04             | 90,2             | 1                | 0                | -                | - | -                    | -                    | -                    | -                    | -                    | -                    | -                    |                      |                      |
| 2021-2022 | Devils du New Jersey         | LNH     | 25 | 9                | 10               | 4                | 1 399            | 79               | 3,39             | 89,2             | 2                | 0                | -                | - | -                    | -                    | -                    | -                    | -                    | -                    | -                    |                      |                      |
| 2022-2023 | Comets d'Utica               | LAH     | 2  | 1                | 1                | 0                | 119              | 6                | 3,03             | 89,1             | 0                | 0                | -                | - | -                    | -                    | -                    | -                    | -                    | -                    | -                    |                      |                      |
| 2022-2023 | Devils du New Jersey         | LNH     | 22 | 10               | 6                | 2                | 1 126            | 60               | 3,20             | 89,3             | 0                | 2                | -                | - | -                    | -                    | -                    | -                    | -                    | -                    | -                    |                      |                      |
| 2023-2024 | Sharks de San José           | LNH     | 44 | 10               | 25               | 4                | 2 437            | 140              | 3,45             | 89,9             | 2                | 2                | -                | - | -                    | -                    | -                    | -                    | -                    | -                    | -                    |                      |                      |
| 2024-2025 | Sharks de San José           | LNH     | 19 | 6                | 9                | 3                | 1 059            | 52               | 2,95             | 91,1             | 1                | 0                | -                | - | -                    | -                    | -                    | -                    | -                    | -                    | -                    |                      |                      |
| 2024-2025 | Avalanche du Colorado        | LNH     | 37 | 22               | 12               | 3                | 2 165            | 84               | 2,33             | 91,3             | 3                | 2                | 7                | 3 | 4                    | 421                  | 19                   | 2,71                 | 89,2                 | 1                    | 0                    |                      |                      |

### Statistiques en équipe nationale
| Année | Équipe        | Compétition                 |   | PJ | V | D | Pr/N | Min | BC   | Moy   | % Arr | Bl | Pun               |  | Résultat |
| 2016  | Canada junior | Championnat du monde junior | 3 | 0  | 2 | 0 |      |     | 3,95 | 85,9  | 0     |    | 6e place          |  |          |
| 2019  | Canada        | Championnat du monde        | 1 | 0  | 0 | 0 |      |     | 0,00 | 100,0 |       |    | Médaille d'argent |  |          |